# Guarany Atlético Clube
Maillots
Le Guarany Atlético Clube est un club brésilien de football basé à Macapá dans l'État de l'Amapá.

## Palmarès
- Championnat de l'État de l'Amapá
  - Champion : 1977